# العلاقات الإستونية الكندية
العلاقات الإستونية الكندية هي العلاقات الثنائية التي تجمع بين إستونيا وكندا.

## مقارنة بين البلدين
هذه مقارنة عامة ومرجعية للدولتين:
| وجه المقارنة                                              | إستونيا                                                                             | كندا                     |
| --------------------------------------------------------- | ----------------------------------------------------------------------------------- | ------------------------ |
| المساحة (كم2)                                             | 45.34 ألف                                                                           | 9.98 مليون               |
| عدد السكان (نسمة)                                         | 1.32 مليون                                                                          | 35.70 مليون              |
| الكثافة السكانية (ن./كم²)                                 | 29.11                                                                               | 3.58                     |
| العاصمة                                                   | تالين                                                                               | أوتاوا                   |
| اللغة الرسمية                                             | اللغة الإستونية                                                                     | لغة إنجليزية، لغة فرنسية |
| العملة                                                    | يورو، كرون إستوني، كرون إستوني، المارك الإستوني                                     | دولار كندي               |
| الناتج المحلي الإجمالي (بليون دولار)                      | 25.92 مليار                                                                         | 1.65 تريليون             |
| الناتج المحلي الإجمالي (تعادل القوة الشرائية) بليون دولار | 38.11 مليار                                                                         | 1.59 تريليون             |
| الناتج المحلي الإجمالي الاسمي للفرد دولار أمريكي          | 17.79 ألف                                                                           | 43.25 ألف                |
| الناتج المحلي الإجمالي للفرد دولار أمريكي                 | 28.14 ألف                                                                           | 45.07 ألف                |
| مؤشر التنمية البشرية                                      | 0.871                                                                               | 0.913                    |
| رمز المكالمات الدولي                                      | +372                                                                                | +1                       |
| رمز الإنترنت                                              | .ee                                                                                 | .ca                      |
| المنطقة الزمنية                                           | ت ع م+02:00، ت ع م+03:00، توقيت شرق أوروبا، أوروبا/تالين ‏، توقيت شرق أوروبا الصيفي ‏ |                          |

## منظمات دولية مشتركة
يشترك البلدان في عضوية مجموعة من المنظمات الدولية، منها:
| علم المنظمة | اسم المنظمة                               | تاريخ انضمام إستونيا | تاريخ انضمام كندا |
| ----------- | ----------------------------------------- | -------------------- | ----------------- |
|             | المنظمة الهيدروغرافية الدولية             | ?                    | ?                 |
|             | منظمة الشرطة الجنائية الدولية             | ?                    | ?                 |
|             | الاتحاد البريدي العالمي                   | ?                    | ?                 |
|             | مركز تنسيق الحركة في أوروبا ‏              | ?                    | ?                 |
|             | حلف شمال الأطلسي                          | 29 مارس 2004         | 4 أبريل 1949      |
|             | منظمة التجارة العالمية                    | ?                    | ?                 |
|             | منظمة التعاون الاقتصادي والتنمية          | ?                    | ?                 |
|             | الفريق المعني برصد الأرض                  | ?                    | ?                 |
|             | مجموعة الموردين النوويين                  | ?                    | ?                 |
|             | مؤسسة التنمية الدولية                     | 11 أكتوبر 2008       | 24 سبتمبر 1960    |
|             | اتفاقية السماوات المفتوحة                 | ?                    | ?                 |
|             | منظمة الأمن والتعاون في أوروبا            | 10 سبتمبر 1991       | 25 يونيو 1973     |
|             | الوكالة الدولية للطاقة                    | ?                    | ?                 |
|             | مؤسسة التمويل الدولية                     | 9 أغسطس 1993         | 20 يوليو 1956     |
|             | منظمة حظر الأسلحة الكيميائية              | ?                    | ?                 |
|             | الأمم المتحدة                             | 17 سبتمبر 1991       | 9 نوفمبر 1945     |
|             | الاتحاد الدولي للاتصالات                  | 19 مايو 1922         | 1 يوليو 1908      |
|             | البنك الدولي للإنشاء والتعمير             | 23 يونيو 1992        | 27 ديسمبر 1945    |
|             | مجموعة أستراليا                           | 2004                 | 1985              |
|             | المركز الدولي لتسوية المنازعات الاستشارية | 23 يوليو 1992        | 1 ديسمبر 2013     |
|             | وكالة ضمان الاستثمار متعدد الأطراف        | 24 سبتمبر 1992       | 12 أبريل 1988     |
|             | يونسكو                                    | 14 أكتوبر 1991       | 4 نوفمبر 1946     |

## أعلام
هذه قائمة لبعض الشخصيات التي تربطها علاقات بالبلدين:
- أليسون بيل (ممثلة كندية، 27 نوفمبر 1985[27][28] – )
- إلما ميلر (6 أغسطس 1954 – )
- توماس هندريك إيلفس (26 ديسمبر 1953[29][30] – )
- كريستي أليك (6 فبراير 1952[31] – )

## وصلات خارجية
- موقع وزارة الخارجية الإستونية
- موقع وزارة الخارجية الكندية